# Menceyato de Anaga

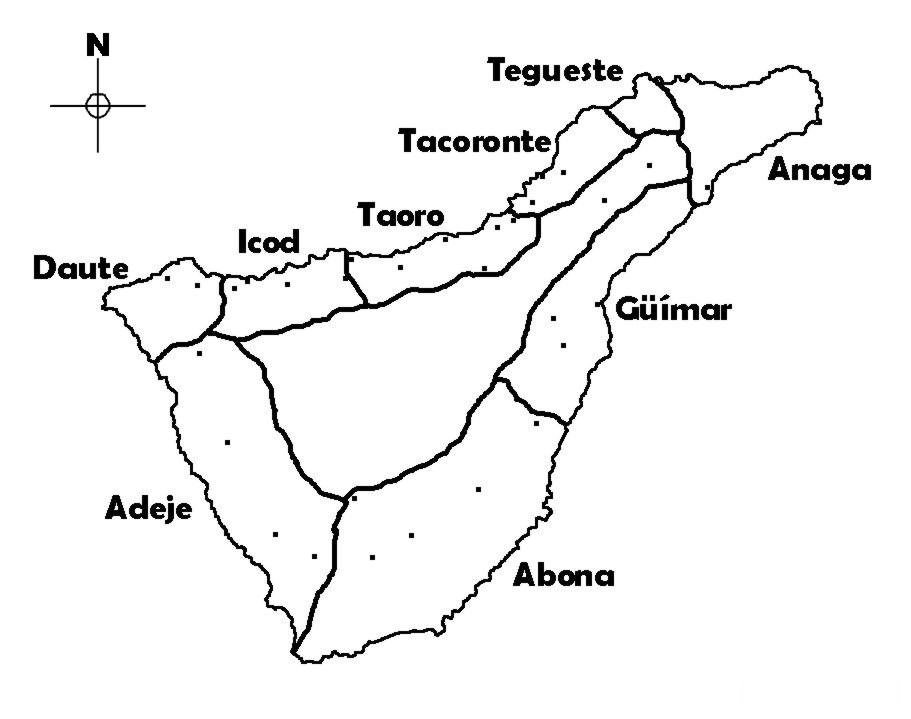
Menceyatos de Tenerife

Menceyato de Anaga foi um dos nove reinos dos Guanches da a ilha de Tenerife nas Ilhas Canárias no momento da conquista da Coroa de Castela no século XV.
Estava localizado ao nordeste da ilha. Ocupou os municípios de Santa Cruz de Tenerife e San Cristóbal de La Laguna.
Seus conhecidos menceyes (rei guanches) eram Serdeto e Beneharo.